# سیارک ۲۸۷۰
سیارک ۲۸۷۰ (به انگلیسی: 2870 Haupt، نامگذاری:1981LD) دو هزار و هشتصد و هفتادمین سیارک کشف شده‌است که در ۴ ژوئن ۱۹۸۱ کشف شد.
قدر مطلق سیارک برابر ۱۲٫۸۰ است.